# Armand-Jean-François Seguin
Armand-Jean-François Seguin (* März 1767 in Paris; † 24. Januar 1835 in ebenda) war ein französischer Chemiker, Armeelieferant, Wirtschaftswissenschaftler und Finanzier.

## Leben

### Frühe Begeisterung für Chemie
Armand Seguin war der Sohn eines Verwalters des Herzogs von Orléans. Er war der Académie royale des sciences im Bereich Chemie angeschlossen und 1793 Mitglied der Commission Temporaire des Arts für das Gebiet Physik. Sein Interesse war aber von weitaus größerem Umfang. Joseph-Marie Quérards Bibliographisches Lexikon La France littéraire nennt von ihm allein 72 Broschüren, überwiegend zu Finanzthemen. Er veröffentlichte in den Annales de Chimie und dem Journal de Physique. Seguin gelangte in den Mitarbeiterkreis von Lavoisier, mit dem er über die menschliche und tierische Atmung arbeitete. Verdienst erlangte er dabei weniger durch das Einbringen eigener Ideen, als vielmehr durch die öffentliche Verfechtung von Konzepten wie der Kalorischen Theorie, die von 1780 bis 1820 Zuspruch fand und erst in den späten 1850ern durch die Kinetische Gastheorie verdrängt wurde.
Marie Lavoisier bot Seguin nach der Hinrichtung ihres Mannes eine Mitarbeit bei der Zusammenfassung von Lavoisiers Werk an, doch schien jener zu viel Entdecker-Ehre für sich beanspruchen zu wollen, woraufhin sie das Zusammenwirken beendete. Umgekehrt hatte aber auch Seguin sich nicht für einen Seitenhieb auf jene Kollegen Lavoisiers hergeben wollen, die in der Zeit von dessen Not keinen Finger für ihn gerührt hatten.
Seguin spielte auch eine Rolle in der Entdeckung und Isolierung von Morphin. Er hielt darüber 1804 einen Vortrag, der allerdings erst 1814 veröffentlicht wurde und erkannte darin schon die alkalische Natur einiger Bestandteile des Opiums. Wesentlich beteiligt an den Arbeiten war auch sein damaliger Assistent Bernard Courtois, wie sich erst später herausstellte (in seiner Veröffentlichung erwähnt Seguin ihn nicht). Etwa gleichzeitig befasste sich Charles Derosne (1803) in Paris mit der Analyse der Bestandteile des Opiums. Zur weiteren Verfolgung der Idee etwa durch die Untersuchung der medizinischen Wirksamkeit der isolierten Substanzen kam Seguin damals aufgrund der durch Napoleon veranlassten Anklage gegen ihn nicht mehr. Die Isolierung von Morphin und die Erkenntnis von dessen alkalischer Natur (der grundlegende Schritt in der Entdeckungsgeschichte der Alkaloide, von denen Morphin als Erstes isoliert wurde) wird deshalb Friedrich Sertürner zugeschrieben, dessen Arbeiten 1817 in Frankreich durch Joseph Louis Gay-Lussac bekannt wurden und eine Fülle von Aktivitäten auf diesem Gebiet auslösten. In der Folge entstand auch ein Prioritätsstreit um die Entdeckung des Morphins, ausgelöst durch Louis-Nicolas Vauquelin, der Seguins Arbeit anführte.

### Gewinn bringende Erneuerung der Lederherstellung
Wahrscheinlich war Seguin zur Zeit der Französischen Revolution noch nicht so reich, dass er unter der Terrorherrschaft hätte Repressalien befürchten müssen, er gelangte aber kurz darauf zu bemerkenswertem Reichtum. Der Wohlfahrtsausschuss beauftragte am 31. Oktober 1793 den Chemiker Berthollet, sich um eine Verbesserung der gängigen Gerbverfahren zu kümmern, und stellte ihm die nötigen Gelder zur Verfügung. Er wusste von Seguins mehrjährigen Versuchen auf diesem Gebiet und überbrachte dem Wohlfahrtsausschuss die Ergebnisse, mit dem Vorschlag, die Forschungsarbeiten zu unterstützen. Nachdem seine Erfindung reif zur Präsentation war, konnte Seguin den Prozess an etwa hundert Tierhäuten vor einer Kommission demonstrieren: Was bisher zwei Jahre in Anspruch genommen hatte, lieferte nun selbst dicke Leder in wenigen Tagen.

Gleichzeitig bestand politisch eine Situation, in der sich die Öffentlichkeit in einem Gefühl der nationalen Gefährdung befand, was alle Erfindungen begünstigte, die geeignet schienen, die Verteidigungskraft zu erhöhen. Selbst Wissenschaftler, die sonst als ruhig und bedächtig galten, ließen sich von der allgemeinen Raserei erfassen, so auch der berühmte Fourcroy, der am 3. Januar 1795 dem Nationalkonvent von der Erfindung Seguins berichtete, die tauglich war, den Armeen in viel kürzerer Zeit zu Schuhen zu verhelfen:
„Die alte Gerbung dauerte fast zwei Jahre… Man vergrub die Häute in einer Packung von Gerbmittel für achtzehn Monate oder zwei Jahre. Das neue Gerben liefert wegen der Entdeckungen des Bürgers Seguin bei Kalbshäuten in 24 Stunden und bei den viel stärkeren Büffelhäuten in sieben bis acht Tagen eine zur Fertigung von Sohlen geeignete Haut. Die Einfachheit des Mittels ist derart, dass jeder Bürger bei sich, für seinen Verbrauch, viel einfacher sogar, wenn er nicht die Lauge macht, die notwendigen Leder für die Herstellung seiner Sohlen machen könnte… Aber weiß man nicht, dass es die einfachsten Dinge sind, die allen Leuten zuletzt einfallen?“
Fourcroy gab zu bedenken, alle Bürger zusammen würden, bei einem Verbrauch von zwei paar Sohlen im Jahr, eine Milliarde für Schuhwerk ausgeben, allein die Armeen seien auf 140 Millionen gekommen. Seguin wurde hoch angerechnet, nach mehr als 2000 Versuchen nicht ein Patent angemeldet, sondern sich der Regierung anvertraut zu haben. Der Nationalkonvent, beeindruckt von Fourcroys Wortgewandtheit, erließ unverzüglich eine Verordnung, nach der Seguin zwei Nationalgüter zur Verfügung gestellt werden sollten, das eine bei Sèvres, das Haus Brancas und die Insel, über die die Brücke bei dieser Gemeinde führte, sowie eines nahe Nemours. Dorthin sollten die Häute aus den Schlachtungen der Armee geliefert werden, die Seguin in den zu errichtenden Fabriken verarbeiten würde, als Lieferant für das Schuhwerk aller Armeen der Republik – für neun Jahre. Es kamen von dort dann wirklich Leder und Stiefel, aber die Sohlen waren schwammig und schlapp. Seguin machte trotzdem ein Vermögen und wurde zu einem herausragenden Beispiel jenes Personenkreises, den man schon am Ende des 18. Jahrhunderts und in den ersten Jahren des 19. „Neureiche“ nannte.

### Ein Mann mit Marotten

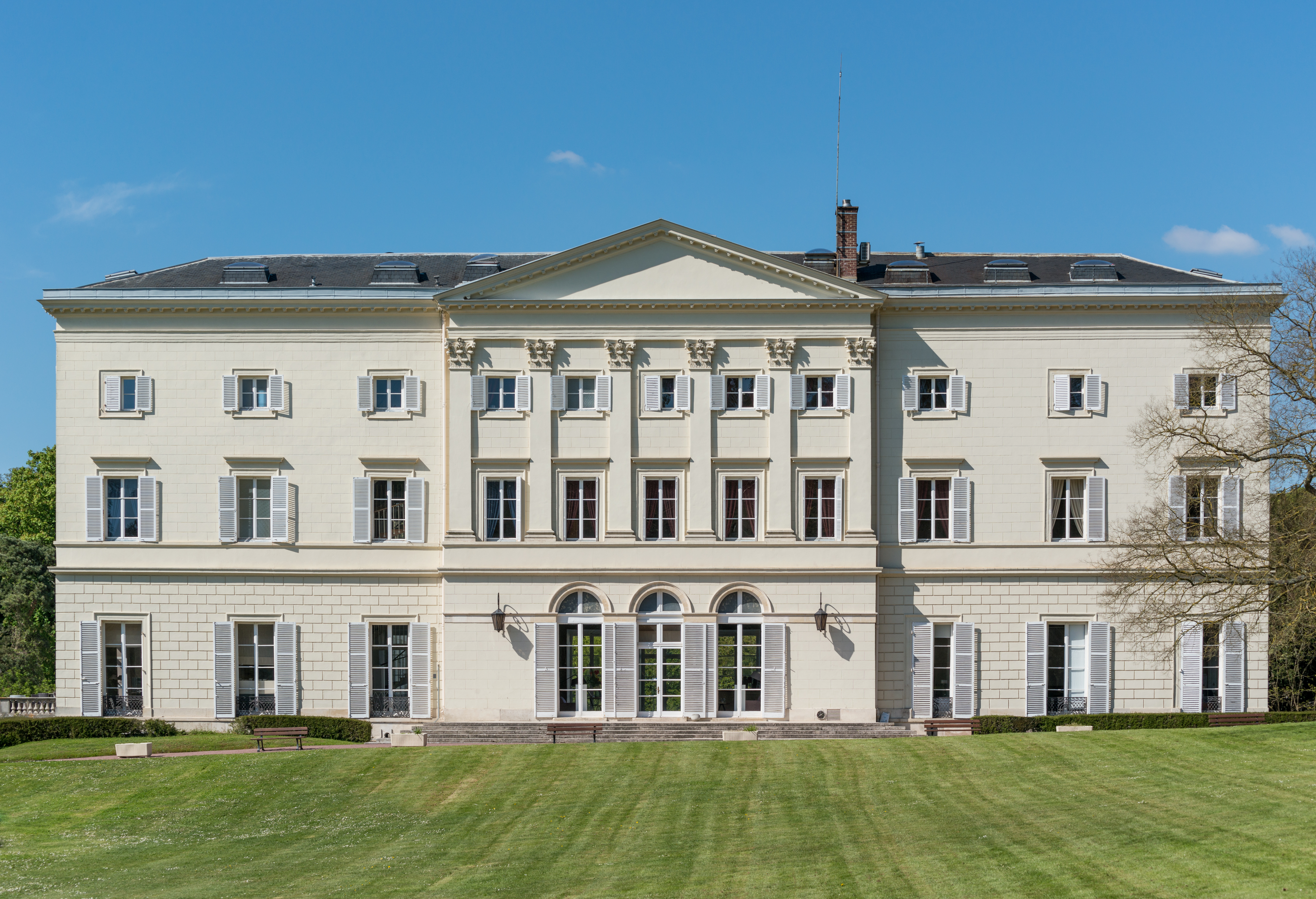
Seguins Schloss in Jouy-en-Josas

Sein Bedürfnis, die Welt in Staunen zu versetzen, trieb Seguin zu den seltsamsten Verhaltensweisen: Bei seinen eleganten Empfängen scheute er nicht, sich in Jackett und Pantoffeln zu zeigen. Einmal ließ er auf seinem Anwesen Château de Jouy ein Feuerwerk abbrennen, dessen Funken die Gesichter der Zuschauer zu verbrennen drohten. Als sie flüchteten, fielen sie in Jagdfallen, die er mit Laub hatte abdecken lassen. Für all den betriebenen Aufwand zahlte er aber erst, wenn der Gerichtsvollzieher vorstellig wurde. In seinem Palais in der Rue d’Anjou fand sich eine berühmte Galerie, auch die Musik hatte ihren Raum, nur nahm er zu Forschungszwecken die alten Geigen des 17. und 18. Jahrhunderts auseinander. Giuseppe Cambini leitete ein für ihn tätiges Kammerorchester. Seguin sorgte für Schlagzeilen, auch mit seinen Gerichtsverfahren, was eben daran lag, dass er von einer unbeugsamen Härte war, wenn ihm jemand etwas schuldete.

### Der Finanzmensch Seguin
Dank seines großen Vermögens konnte Seguin neben seinem ursprünglichen Gewerbe Finanzgeschäfte machen. Er betätigte sich 1800 als Staatsfinanzier mit den sogenannten Zwanzig vereinigten Kaufleuten (Vingt Négociants réunis), 1801 probierte man es zu zehnt erst ohne ihn, um dann doch auf ihn zurückgreifen zu müssen. Schließlich kam es 1804 zum Konsortium der Gesellschaft der vereinigten Kaufleute. Aber nicht nur füllten die vereinigten Kaufleute nicht die französische Staatskasse – sie leerten sie –, nicht nur machte Seguin kein Geschäft, er bekam vielmehr von Gabriel-Julien Ouvrard für 7 Millionen Francs unbrauchbare Wechsel einer spanischen Konsolidierungskasse angedreht, und Napoleon machte ihn mit haftbar für die Schäden der Kaufleute, wie er in einem Schreiben an einen Minister darlegte:
„Seguin ist zu einer Million achthunderttausend Francs verurteilt worden. Ich werde mich nicht auf einen Ausgleich verständigen. Ich will die ganze Summe.“
Die Inhaftierung im Gefängnis Sainte-Pélagie mochte die Zahlungsbereitschaft befördert haben, aber auch die Härte, mit der Seguin nun gegen seine Schuldner aus der Angelegenheit – Ouvrard und Vanlerberghe – vorging. Im Sommer 1807 verlor Ouvrard gegen Seguin ein Verfahren, was ihn 7 Millionen Francs kostete. Am 27. Februar 1823 fällte ein Gericht ein Urteil gegen Ouvrard und Vanlerberghes Erben, wonach sie aus gemeinsamen Geschäften Seguin 1,6 Millionen Francs schuldeten, mit Zinsen fast das Doppelte. Ouvrards Standpunkt war, den Betrag bereits bezahlt zu haben, er wanderte aber auf Betreiben Seguins ins Gefängnis und blieb dort bis 1829. Der Königliche Gerichtshof wiederum erklärte 1833 in einem Urteil, dass die Witwe Vanlerberghes auf betrügerische und unzulässige Weise versucht hatte, durch Eigentumsübertragung sich den Verpflichtungen an Seguin zu entziehen. Da wuchs schon Gras über die Insel mit den ehemals stinkenden Gerbereien, die Natur eroberte sich den Ort zurück und es entstand bis zum Ende des 19. Jahrhunderts ein malerisches Idyll. Im 20. Jahrhundert bebaute der Automobilhersteller Renault die Insel mit einer Fabrik, doch blieb über die Jahrhunderte der Name erhalten: Île Seguin.

## Referenzen
- Joseph-Marie Quérard: La France littéraire, ou Dictionnaire bibliographique des savants, historiens, et gens de lettres de la France, &c., Band IX, Éditeurs G. P. Maisonneuve & Larose, Paris 1964, S. 23–27
- Stuart Pierson: Séguin, Armand, in Charles Coulston Gillispie (Hrsg.): Dictionary of Scientific Biography, Band 12, Charles Scribner’s Sons, New York 1981, S. 286–287